# Wyrwa (dopływ Wiaru)
Wyrwa (ukr. Вирва) – rzeka przepływająca przez obszar Polski i Ukrainy, prawy dopływ Wiaru, o długości około 25 km.
Źródła rzeki znajdują się na terenie Gór Sanocko-Turczańskich pod szczytem Kopce (610 m n.p.m.) na wschód od wsi Jureczkowa, w odległości około 2 km od źródeł Wiaru. W rejonie Kwaszenina/Michowa rzeka wpływa na teren Ukrainy, gdzie po przepłynięciu 15–20 km poniżej miasteczka Niżankowice wpada do Wiaru.